# USS North Carolina (SSN-777)
USS North Carolina (SSN-777) – amerykański okręt podwodny o napędzie atomowym, czwarta i ostatnia jednostka pierwszej generacji (Block I) okrętów typu Virginia NSSN (New Attack Submarine)

## Historia

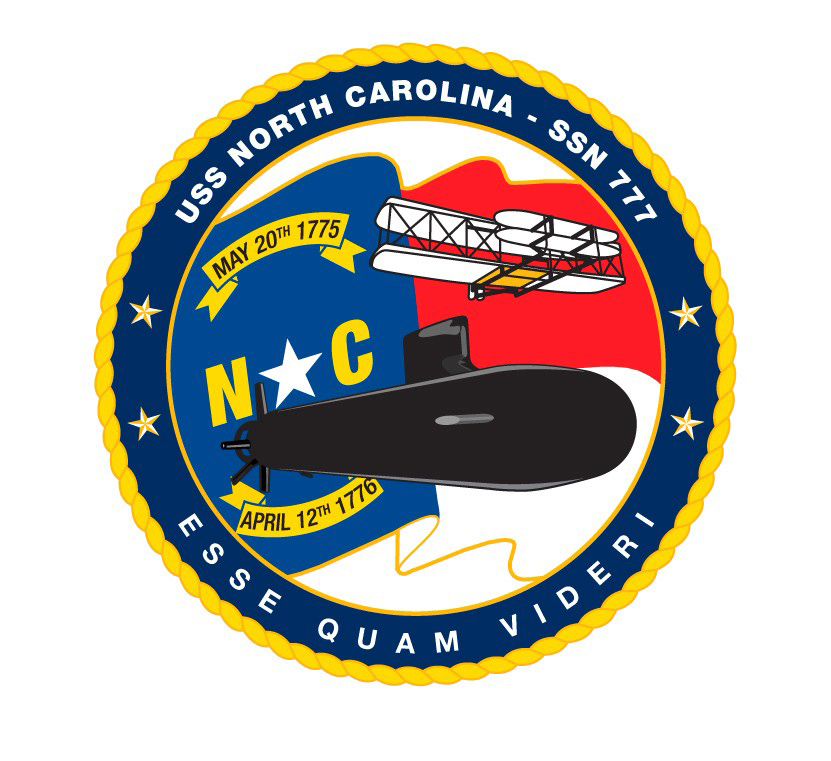
Logo USS North Carolina

Stocznia Northrop Grumman Newport News będąca podwykonawcą w programie budowy okrętów typu Virginia, otrzymała kontrakt główny na budowę czwartego okrętu tego typu 30 września 1998 r. 22 maja 2004 roku, w tej należącej do Northropa Grummana stoczni, położono stępkę pod czwarty okręt typu, jednocześnie ostatni wcześniej zaplanowany okręt pierwszej generacji okrętów NSSN (Block I). Chrzest okrętu miał miejsce 21 kwietnia 2007 roku. Pierwszym kapitanem jednostki dowodzącym 134 członkamia załogi został kapitan Mark E. Davis.
Okręt został przekazany Marynarce wojennej Stanów Zjednoczonych 21 lutego 2008 roku, jednakże oficjalna uroczystość przyjęcia jednostki odbyła się 3 maja 2008 w Wilmington w Karolinie Północnej, po czym okręt z portem macierzystym w New London, wszedł w skład Floty Atlantyku.
Do budowy okrętu użyto m.in. elementów poprzednich okrętów o tej samej nazwie – pancernika '"North Carolina” (BB-55), a także krążownika pancernego „North Carolina” (ACR-12).